# Synagoga ve Hvizdci
Synagoga ve Hvizdci byla dřevěná sakrální stavba postavená kolem roku 1640 v obci Hvizdec (ukrajinsky Гвізде́ць, polsky Gwoździec, v jidiš גוואזדזיעץ, rusky Гвоздец) v tehdejší Polsko-litevské unii (dnes Kolomyjský rajón v  Ivanofrankivské oblasti na západní Ukrajině). V období 1. světové války byla během pogromu vyvolaného ruskou armádou poškozena a po roce 1941 vypálena německými okupanty. Téměř zapomenutá památka židovské kultury byla připomenuta v roce 2014 díky rekonstrukci její dřevěné klenby ve varšavském Muzeu dějin polských Židů.

## Historie
Přesné datum stavby synagogy není známé, došlo k ní zřejmě někdy mezi roky 1635–1650. V období ohraničeném roky 1700 a 1731 získala osmibokou klenbu. V roce 1729 byla do haly přidána ženská galerie a v jihozápadním rohu přibyl obezděný prostor sloužící jako cheder a zimní modlitební místnost. Výmalba interiéru pocházela z období po roce 1652 a byla podle nápisů na stropě dílem Izraela, syna Mordechaje z Jaryčiva ve Lvovské oblasti. V roce 1729 ji obnovili Izák, syn Jehudy Leib Kohena a Mordechaj Lišnický z Jaryčiva.
Před rokem 1910 byla budova synagogy zrenovována, ale už za 1. světové války ji poničil požár, když obcí procházela ruská armáda. V období druhé polské republiky došlo sice k nápravě škod, ale během německé okupace byla stavba do základů vypálena.

## Rekonstrukce v Muzeu dějin polských Židů
V letech 2010–2014 byla díky úsilí varšavského Židovského historického ústavu ve spolupráci s neziskovou výchovnou institucí Handshouse Studio z Massachusetts v USA provedena ve varšavském Muzeu dějin polských Židů rekonstrukce klenby hvizdecké synagogy a její původní výmalby. Tuto obnovu umožnila restaurátorům skutečnost, že se jedná o jednu z nejlépe zdokumentovaných dřevěných synagog, které se nacházely na území bývalé Polsko-litevské unie. Prvním, kdo hvizdeckou synagogu zdokumentoval, byl polský malíř Karol Zyndram Maszkowský (1868–1938), který ve Hvizdci pobýval na podzim roku 1891 a zabýval se studiem vnitřní malby synagogy. Z popudu Polské akademie umění a věd se sídlem v Krakově pak v letech 1898–1899 svůj rukopis rozšířil o další kresby. Část interiéru synagogy zachytil rovněž židovský malíř Isidor Kaufmann (1853–1921) z Vídně, který v oblasti strávil řadu měsíců v letech 1897 a 1898. Jedná se o jednu z mála barevných studií polychromie. Nejrozsáhlejší dokumentaci čítající 200 architektonických kreseb a fotografií pořídil v období mezi roky 1910 a 1913 Alois Breier (1885–1948) pro svoji doktorskou disertační práci o hvizdecké synagoze na vídeňské technické univerzitě. Autorem rozhodující moderní studie této synagogy byl profesor Thomas Hubka z Wisconsinské univerzity v Milwaukee.
Handshouse Studio a profesor Hubka pak společně se studenty Univerzity v Bowling Green v Ohiu vytvořili v roce 2006 virtuální trojrozměrný model synagogy.
Vlastní rekonstrukci prováděl tým asi 300 lidí, kteří pracovali pouze s tradičními nástroji a materiály. Na začátku bylo 200 odvětvených kmenů, jež na sobě měly ještě kůru. Tesařské práce se uskutečnily během tří dvoutýdenních soustředění v Muzeu lidové architektury v Sanoku v roce 2011. Malířská soustředění proběhla ve spolupráci se studenty uměleckých škol v letech 2011 a 2012 ve zděných synagogách v sedmi polských městech, a sice v Řešově, v Krakově, ve Vratislavi, v Gdaňsku, v Sejnech, v Dolním Kazimíři a ve Ščebřešíně. Po skončení těchto soustředění byly konstrukce střechy, klenby a bimy rozebrány a jejich materiál uskladněn až do podzimu 2013, kdy byl převezen do Muzea dějin polských Židů. Zde byly jednotlivé části opět složeny a celá konstrukce klenby byla zavěšena pod strop muzejního sálu a pod ní postavena bohatě zdobená bima, jež stávala uprostřed hlavního sálu modlitebny. Klenba a střecha, jež váží kolem 25 tun, jsou zmenšeny na 85 % původní velikosti, bima je zhotovena v nezmenšené velikosti. 
Celý průběh rekonstrukce byl zaznamenáván a stal se námětem dokumentárního filmu nazvaného Raise the Roof (Vytáhněte střechu).
Tuto nevšední rekonstrukci umožnila vize a štědrost paní Irene Kronhill Pletkové.

## Popis
Budova o výšce zhruba 15 metrů měla obdélníkový půdorys s diagonálně zkosenými rohy a stěnami z hrázděného zdiva. Valbová střecha byla pokryta šindelem. Na rámování krokví byla postavena osmiboká klenba velikosti cca 11,3×11,3 m s bohatou malířskou výzdobou s vyobrazeními rostlin, zvířat, symboly zvěrokruhu a biblickými texty. 

## Galerie

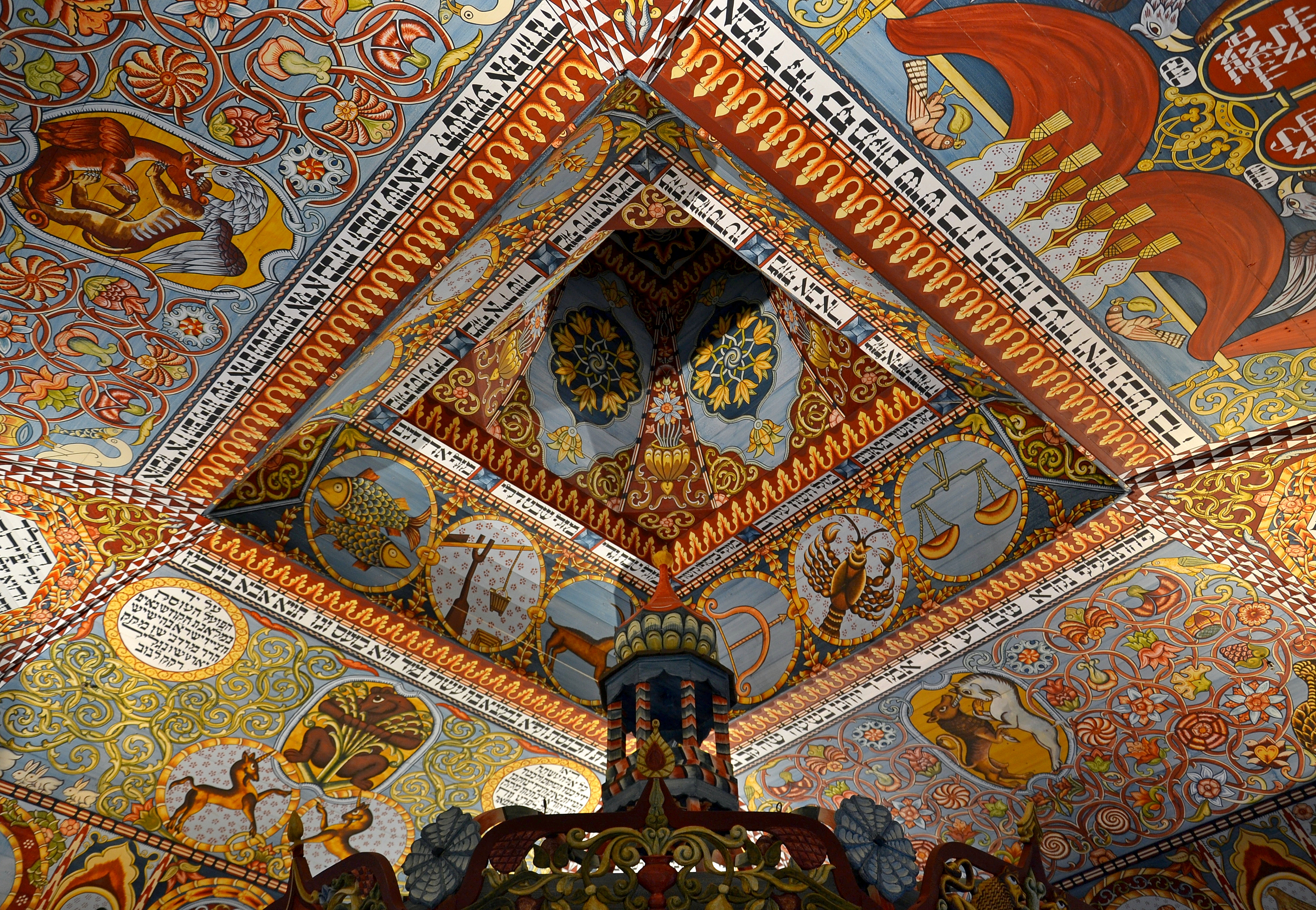
Detail zrekonstruované výmalby
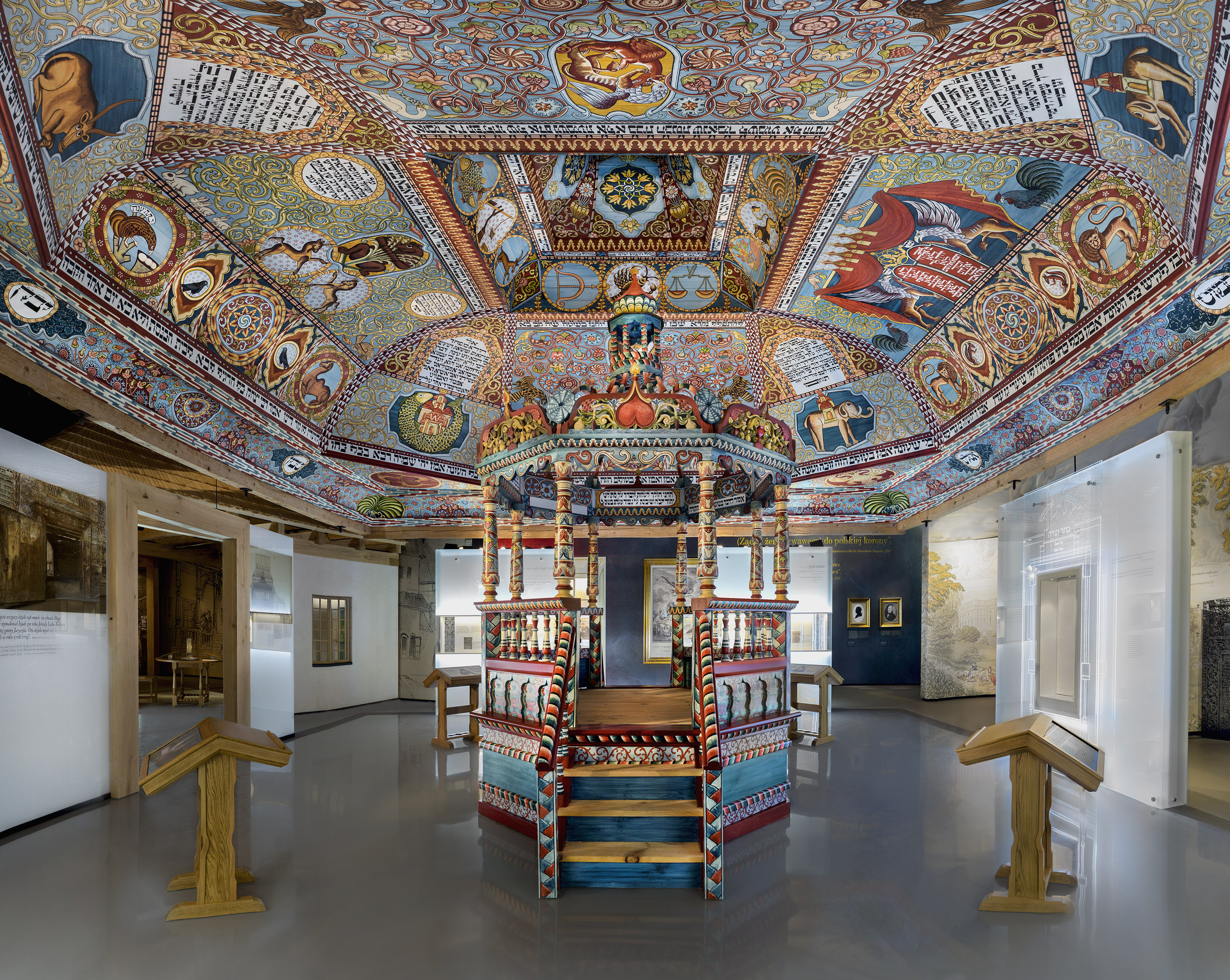
Rekonstrukce klenby a bimy v Muzeu dějin polských Židů
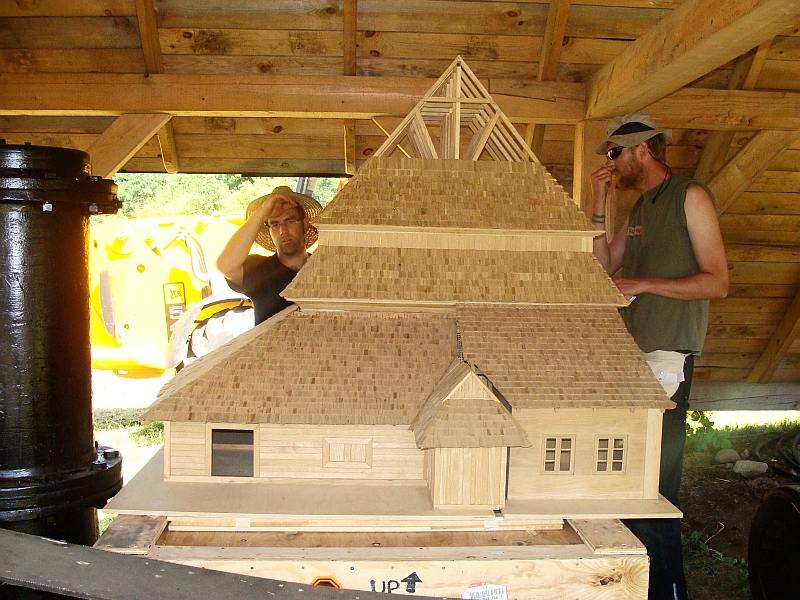
Model zhotovený v Muzeu lidové architektury v Sanoku